# 990
Het jaar 990 is het 90e jaar in de 10e eeuw volgens de christelijke jaartelling.

## Gebeurtenissen
- Zomer - Almanzor, de de facto heerser van Al-Andalus, verovert het kasteel van Montemor-o-Velho (huidige Portugal) en breidt daarmee het Omajjaden kalifaat van Córdoba verder uit. Het Moorse expeditieleger bestaat uit ongeveer 12.000 cavalerie, 4.000 kamelen (voor de bevoorrading) en zes katapulten. Almanzor laat bij de stad Sevilla paardenmaneges bouwen, andere laat hij bouwen op eilandjes langs de rivier de Guadalquivir.[1]
- augustus - De verschijning van de komeet van Halley roept de vrees op, dat het einde der tijden nabij is.
- 10 december - De bisschop van Utrecht, Folcmar sterft. Boudewijn I volgt hem op.
- 21 december - Heriger wordt gewijd tot nieuwe abt van de abdij van Lobbes.

zonder datum
- Bolesław I verovert de burcht Vratislavia (het huidige Wrocław).
- Aartsbisschop Siegeric beschrijft de Via Francigena, de pelgrimsroute van Canterbury naar Rome.
- De bouw van de Al-Hakimmoskee in Caïro wordt begonnen.
- Voor het eerst genoemd: Munte

## Geboren
- Koenraad II, koning en keizer van Duitsland (1024-1039) (jaartal bij benadering)
- Mieszko II Lambert, koning van Polen (1025-1034)
- Togrul Beg, leider van de Seltsjoeken (1016-1063) (jaartal bij benadering)

## Overleden
- 10 april - Hildegard van Vlaanderen, echtgenote van Dirk II van Holland
- 10 december - Folcmar, bisschop van Utrecht
- Arnulf III, graaf van Boulogne